# Número de Laplace
El número de Laplace (La), también conocido como Número de Suratman (Su), es un número adimensional utilizado en la caracterización de la mecánica de fluidos de superficies libres. Representa el cociente entre la tensión superficial y el transporte de momento (especialmente la disipación) dentro de un fluido.

## Simbología
| Símbolo                       | Nombre                           | Unidad  |
| ----------------------------- | -------------------------------- | ------- |
| {\displaystyle \mathrm {Ca} } | Número de capilaridad            |         |
| {\displaystyle \mathrm {La} } | Número de Laplace                |         |
| {\displaystyle \mathrm {Oh} } | Número de Ohnesorge              |         |
| {\displaystyle \mathrm {Re} } | Número de Reynolds               |         |
| {\displaystyle \mathrm {Su} } | Número de Suratman               |         |
| {\displaystyle \mathrm {We} } | Número de Weber                  |         |
| {\displaystyle \rho }         | Densidad                         | kg / m3 |
| {\displaystyle \mu }          | Viscosidad                       | Pa s    |
| {\displaystyle \sigma }       | Tensión superficial              | N / m   |
| {\displaystyle d}             | Dimensión de sección transversal | m       |
| {\displaystyle L}             | Longitud                         | m       |

## Descripción
Se define como:
{\displaystyle \mathrm {La} ={\frac {\text{Fuerzas de tensión superficial}}{\text{Fuerzas viscosas}}}}
|                                                                          | 1 | 2 |
| ------------------------------------------------------------------------ | --- | --- |
| Ecuaciones                                                               | {\displaystyle \mathrm {La} ={\frac {\sigma \ (d^{2}/L)}{\nu \ (\nu \ \rho )}}}                                                         | {\displaystyle \mu =\nu \ \rho } |
| Multiplicando {\displaystyle {\Bigl (}{\frac {\rho }{\rho }}{\Bigr )}}   | {\displaystyle \mathrm {La} ={\frac {\sigma \ (d^{2}/L)}{\nu \ (\nu \ \rho )}}{\Bigl (}{\frac {\rho }{\rho }}{\Bigr )}}                 | |
| Ordenando                                                                | {\displaystyle \mathrm {La} ={\frac {\sigma \ \rho \ (d^{2}/L)}{(\nu \ \rho )^{2}}}}                                                    | |
| Sustituyendo                                                             | {\displaystyle \mathrm {La} ={\frac {\sigma \ \rho \ (d^{2}/L)}{\mu ^{2}}}}                                                             | {\displaystyle \mathrm {La} ={\frac {\sigma \ \rho \ (d^{2}/L)}{\mu ^{2}}}}                                                             |
| Multiplicando {\displaystyle {\Bigl (}{\frac {d\ L}{d\ L}}{\Bigr )}^{2}} | {\displaystyle \mathrm {La} ={\Bigl (}{\frac {d\ L}{d\ L}}{\Bigr )}^{2}{\Bigl (}{\frac {\sigma \ \rho \ (d^{2}/L)}{\mu ^{2}}}{\Bigr )}} | {\displaystyle \mathrm {La} ={\Bigl (}{\frac {d\ L}{d\ L}}{\Bigr )}^{2}{\Bigl (}{\frac {\sigma \ \rho \ (d^{2}/L)}{\mu ^{2}}}{\Bigr )}} |
| Simplificando                                                            | {\displaystyle \mathrm {La} ={\Bigl (}{\frac {d}{L}}{\Bigr )}^{2}{\Bigl (}{\frac {\sigma \ \rho \ L}{\mu ^{2}}}{\Bigr )}}               | {\displaystyle \mathrm {La} ={\Bigl (}{\frac {d}{L}}{\Bigr )}^{2}{\Bigl (}{\frac {\sigma \ \rho \ L}{\mu ^{2}}}{\Bigr )}}               |

{\displaystyle \mathrm {La} ={\Bigl (}{\frac {d}{L}}{\Bigr )}^{2}{\Bigl (}{\frac {\sigma \ \rho \ L}{\mu ^{2}}}{\Bigr )}}
|              | 1 | 2 |
| ------------ | --- | --- |
| Ecuaciones   | {\displaystyle \mathrm {La} ={\Bigl (}{\frac {d}{L}}{\Bigr )}^{2}{\Bigl (}{\frac {\sigma \ \rho \ L}{\mu ^{2}}}{\Bigr )}} | {\displaystyle \mathrm {Oh} ={\Bigl (}{\frac {L}{d}}{\Bigr )}{\frac {\mu }{\sqrt {\sigma \ \rho \ L}}}} |
| Ordenando    | {\displaystyle \mathrm {La} ={\frac {1}{[(L/d)\ \mu \ /{\sqrt {(\sigma \ \rho \ L)}}]^{2}}}}                              | |
| Sustituyendo | {\displaystyle \mathrm {La} ={\frac {1}{\mathrm {Oh} ^{2}}}}                                                              | {\displaystyle \mathrm {La} ={\frac {1}{\mathrm {Oh} ^{2}}}}                                            |

{\displaystyle \mathrm {La} ={\frac {1}{\mathrm {Oh} ^{2}}}}
|                                                                | 1 | 2 | 3 |
| -------------------------------------------------------------- | --- | --- | --- |
| Ecuaciones                                                     | {\displaystyle \mathrm {La} ={\Bigl (}{\frac {d}{L}}{\Bigr )}^{2}{\Bigl (}{\frac {\sigma \ \rho \ L}{\mu ^{2}}}{\Bigr )}}                                 | {\displaystyle \mathrm {Re} ={\frac {\rho \ u\ d}{\mu }}}                                            | {\displaystyle \mathrm {Ca} ={\frac {\mu \ u}{\sigma }}}                                             |
| Multiplicando {\displaystyle {\Bigl (}{\frac {u}{u}}{\Bigr )}} | {\displaystyle \mathrm {La} ={\Bigl (}{\frac {d}{L}}{\Bigr )}^{2}{\Bigl (}{\frac {\sigma \ \rho \ L}{\mu ^{2}}}{\Bigr )}{\Bigl (}{\frac {u}{u}}{\Bigr )}} | | |
| Ordenando                                                      | {\displaystyle \mathrm {La} ={\Bigl (}{\frac {d}{L}}{\Bigr )}{\frac {(\rho \ u\ d)/\mu }{(\mu \ u)/\sigma }}}                                             | | |
| Sustituyendo                                                   | {\displaystyle \mathrm {La} ={\Bigl (}{\frac {d}{L}}{\Bigr )}{\frac {\mathrm {Re} }{\mathrm {Ca} }}}                                                      | {\displaystyle \mathrm {La} ={\Bigl (}{\frac {d}{L}}{\Bigr )}{\frac {\mathrm {Re} }{\mathrm {Ca} }}} | {\displaystyle \mathrm {La} ={\Bigl (}{\frac {d}{L}}{\Bigr )}{\frac {\mathrm {Re} }{\mathrm {Ca} }}} |

{\displaystyle \mathrm {La} ={\Bigl (}{\frac {d}{L}}{\Bigr )}{\frac {\mathrm {Re} }{\mathrm {Ca} }}}
|                                                                                      | 1 | 2                                                                        | 3                                                                        |
| ------------------------------------------------------------------------------------ | --- | ------------------------------------------------------------------------ | ------------------------------------------------------------------------ |
| Ecuaciones                                                                           | {\displaystyle \mathrm {La} ={\Bigl (}{\frac {d}{L}}{\Bigr )}^{2}{\Bigl (}{\frac {\sigma \ \rho \ L}{\mu ^{2}}}{\Bigr )}}                                                       | {\displaystyle \mathrm {Re} ={\frac {\rho \ u\ d}{\mu }}}                | {\displaystyle \mathrm {We} ={\frac {\rho \ u^{2}\ L}{\sigma }}}         |
| Multiplicando {\displaystyle {\Bigl (}{\frac {\rho \ u^{2}}{\rho \ u^{2}}}{\Bigr )}} | {\displaystyle \mathrm {La} ={\Bigl (}{\frac {d}{L}}{\Bigr )}^{2}{\Bigl (}{\frac {\sigma \ \rho \ L}{\mu ^{2}}}{\Bigr )}{\Bigl (}{\frac {\rho \ u^{2}}{\rho \ u^{2}}}{\Bigr )}} |                                                                          |                                                                          |
| Simplificando                                                                        | {\displaystyle \mathrm {La} ={\Bigl (}{\frac {\rho \ u\ d}{\mu }}{\Bigr )}^{2}{\Bigl (}{\frac {\sigma }{\rho \ u^{2}\ L}}{\Bigr )}}                                             |                                                                          |                                                                          |
| Sustituyendo                                                                         | {\displaystyle \mathrm {La} ={\frac {\mathrm {Re} ^{2}}{\mathrm {We} }}} | {\displaystyle \mathrm {La} ={\frac {\mathrm {Re} ^{2}}{\mathrm {We} }}} | {\displaystyle \mathrm {La} ={\frac {\mathrm {Re} ^{2}}{\mathrm {We} }}} |

{\displaystyle \mathrm {La} ={\frac {\mathrm {Re} ^{2}}{\mathrm {We} }}}
- Datos: Q179814